# Greetings from Less Than Jake
Greetings from Less Than Jake is een ep van de Amerikaanse ska-punkband Less Than Jake. Het album werd uitgegeven op cd op 20 juni 2011 via Sleep It Off Records tijdens de editie van Warped Tour van dat jaar. Het werd opgevolgd door de ep Seasons Greetings from Less Than Jake in februari 2012 en werd later samen met deze ep als een verzamelalbum uitgegeven op 15 oktober 2012, getiteld Greetings & Salutations from Less Than Jake.

## Nummers
1. "Can't Yell Any Louder" - 1:41
2. "Goodbye, Mr. Personality" - 3:30
3. "Harvey Wallbanger" - 3:06
4. "Oldest Trick in the Book" - 3:10
5. "Life Led Out Loud" - 2:40

## Band
- Chris Demakes - zang, gitaar
- Roger Manganelli - zang, basgitaar
- Peter Wasilewski - saxofoon, zang
- Buddy Schaub - trombone
- Vinnie Fiorello - drums